# Sénat von Beust I
Ville libre et hanséatique de Hambourg
Runde von Beust II
Le sénat von Beust I (en allemand : Senat von Beust I) est le gouvernement de la ville libre et hanséatique de Hambourg entre le 31 octobre 2001 et le 17 mars 2004, durant la 17e législature du Bürgerschaft.
Dirigé par le nouveau premier bourgmestre chrétien-démocrate Ole von Beust, qui sort la CDU de 44 ans d'opposition, il est soutenu par une coalition orientée à droite. L'instabilité causée par la participation des populistes du PRO amène à la chute de l'exécutif et à son remplacement moins de deux ans et demi après son assermentation.

## Historique du mandat
Dirigé par le nouveau premier bourgmestre chrétien-démocrate Ole von Beust, ce gouvernement est constitué et soutenu par une coalition entre l'Union chrétienne-démocrate d'Allemagne (CDU), le Parti de l'Offensive de l'État de droit (PRO) et le Parti libéral-démocrate (FDP). Ensemble, ils disposent de 64 députés sur 121, soit 52,9 % des sièges du Bürgerschaft.
Il est formé à la suite des élections régionales du 23 septembre 2001.
Il succède donc au sénat du social-démocrate Ortwin Runde, constitué et soutenu par une « coalition rouge-verte » entre le Parti social-démocrate d'Allemagne (SPD) et l'Alliance 90 / Les Verts (Grünen).
Au cours du scrutin, le SPD vire de nouveau en tête et conserve sa majorité relative avec plus de 35 % des suffrages exprimés. Bien que pointant dix points derrière et en recul, la CDU parvient à former une majorité grâce à la percée du PRO, qui surgit à la troisième place avec près de 20 % des voix. En accédant au pouvoir, Ole von Beust devient le premier chrétien-démocrate à exercer cette fonction depuis la fin du mandat de Kurt Sieveking en 1957.
Après que le chef de file du PRO, second bourgmestre et sénateur pour l'Intérieur Ronald Schill l'a fait chanter pour que son bras droit soit réintégré, le premier bourgmestre prend la décision de le limoger le 19 août 2003. Schill révèle alors l'homosexualité de von Beust. La confiance étant rompue, de nouvelles élections sont convoquées le 29 février 2004. La CDU y conquiert la majorité absolue tandis que le PRO disparaît du paysage parlementaire. Le sénat von Beust II est formé en conséquence.

## Composition
| Portefeuille                                        | Nom | Nom                                                                         | Parti |
| --------------------------------------------------- | --- | --------------------------------------------------------------------------- | ----- |
| Premier bourgmestre                                 |     | Ole von Beust                                                               | CDU   |
| Second bourgmestre                                  |     | Ronald Schill (jusqu'au 19/08/2003) Mario Mettbach (à partir du 21/08/2003) | PRO   |
| Sénateur pour l'Intérieur                           |     | Ronald Schill (jusqu'au 19/08/2003) Dirk Nockemann (à partir du 03/09/2003) | PRO   |
| Sénateur pour les Travaux publics et les Transports |     | Mario Mettbach                                                              | PRO   |
| Sénateur pour l'Éducation et les Sports             |     | Rudolf Lange (jusqu'au 17/11/2003) Reinhard Soltau (à partir du 26/09/2003) | FDP   |
| Sénateur pour les Affaires sociales et la Famille   |     | Birgit Schnieber-Jastram                                                    | CDU   |
| Sénateur pour l'Environnement et la Santé           |     | Peter Rehaag                                                                | PRO   |
| Sénateur pour l'Économie et le Travail              |     | Gunnar Uldall                                                               | CDU   |
| Sénateur pour la Science et la Recherche            |     | Jörg Dräger                                                                 | Sans  |
| Sénateur pour les Finances                          |     | Wolfgang Peiner                                                             | CDU   |
| Sénateur pour la Justice                            |     | Roger Kusch                                                                 | CDU   |
| Sénateur pour la Culture                            |     | Dana Horáková                                                               | Sans  |